# Kéllé (rivière)
Pour les articles homonymes, voir Kéllé.
Kéllé est une rivière de la région du Centre au Cameroun. Le confluent du Nyong et de la Kellé se situe dans la direction Nord-Ouest après la rapide du Nyong située au km 132.